# Arimalam
Arimalam is een panchayatdorp in het district Pudukkottai van de Indiase staat Tamil Nadu. 

## Demografie
Volgens de Indiase volkstelling van 2001 wonen er 7.811 mensen in Arimalam, waarvan 49% mannelijk en 51% vrouwelijk is. De plaats heeft een alfabetiseringsgraad van 61%.